# Dangha
 (août 2025).
Si vous disposez d'ouvrages ou d'articles de référence ou si vous connaissez des sites web de qualité traitant du thème abordé ici, merci de compléter l'article en donnant les références utiles à sa vérifiabilité et en les liant à la section « Notes et références ».
Dangha est une commune du Mali, dans le cercle de Diré et la région de Tombouctou.
Histoire de Dangha:
Dangha est un village fondé en 1220 par la dynastie Koirakoi.
De sa création à nos jours 14 membres de cette lignée des Koirakoi ont dirigé le village. Il s’agit de :
Aliou Koirakoi, Mahamadoune Koirakoi, Mahamane Mahamadoune Koirakoi, AlmadaneKoirakoi, Bomokano Alkalifa, Ousmane Bomokano, Moussa Ousmane et Bouba HassaneTouré dit Mourgou.
À la mort d’Almadane Koirakoye en 1881, Bomokano Alkalifa  son successeur était à Hamdallaye au côté des troupes de Sékou Ahmadou. 
Ainsi, avant de mourir, il confia le village à trois de ses proches conseillers pour veiller au bien-être du village avant l’arrivée de Bomokano. Ces personnes sont les suivantes : Baba Mahamane, Hamidou Housseini et Sidi Baber.  
À l’époque, le quartier songhoi n’existait pas à Dangha. Les habitants du dit quartier étaient à Samdiar Djeno puis à Gouber soit environ 1 à 2 km à l’Est de Dangha.  En ce temps leur chef était un captif du nom d’Alkou. Contrairement aux allégations de Mahamane Baba, c’est plutôt songhoi qui ne constituait pas un village. Dangha depuis Sonni Ali Ber a existé. C’est les premiers villages connus sous le règne de Sonni Ali.
C’est sous Bomokano Alkalifa et sur la demande de Sidi Baber (ami et conseiller de Bomokano) que les sonhoi ont été acceptés à Dangha village. Pour les accepter auprès de lui, Bomokano a dit ceci : « Vous venez près de nous à condition que vous acceptez que je sois votre chef ». 
Ils se sont installés à 30 m à l’ouest du village de Dangha. Cette nuit a une histoire précise ; c’est la nuit où notre ancien Imam et une autre femme de Dangha Songhoi du nom de Hollou Bamoye sont venus au monde. Les deux quartiers sont séparés par une distance de 30 m jusqu’ aujourd’hui. Et c’est ce jour-là qu’ils ont eu l’appellation de Dangha Songhoi. Ça c’est en 1920. 
Il est bien établi que Bomokano Alkalifa est bel est bien le premier chef qui a gouverné les deux quartiers Dangha Koira et Dangha Songhoi. Sous le colon, Bomokano Alkalifa et Ousmane Bomokano son fils ont tous dirigé Dangha.
C’est toujours sous le règne de Bomokano Alkalifa que les colons sont arrivés au Mali. C’est après que les colons blancs ont procédé aux nominations des chefs de cantons. Quelques années après Bomokanodécède et il est remplacé par son fils ainé Ousmane Bomokano. 
Vers les années 1940 que Moussa Mahamoudou du quartier songhoi prendra pour épouse la fille du canton de Koura dont relève le village de Dangha. Devant le refus d’Ousmane Bomokano d’obéir aux abus du colon vis-à-vis de sa communauté, il a été destitué et remplacé par Moussa Mahamoudou beau-fils du chef de canton de Koura. Et c’est comme ça que la chefferie a été usurpée à la famille de Bouba Hassane Touré.  
Face au refus catégorique d’obéir et de reconnaitre Moussa Mahamoudou comme chef légitime, sept notables de Dangha ont été emprisonnés pendant trois mois à Goundam. Il régna jusqu’en 1959. 
Après sa mort il y avait trois candidats en liste ; il s’agit de Balobo Moussa fils du défunt, Boubacar Ibrahima cousin direct de Bouba Hassane dit Mourgou et Abondial Mahamane. Sur les neufs conseillers, à l’époque cinq ont voté Balobo et quatre pour Boubacar Ibrahima et zéro pour AbondialMahamane. À cette période aussi, c’est l’Imam défunt (grand frère de l’actuel Imam) saisi par les conseillers du village qui a prédit la chefferie de Balobo Moussa et a intronisé Balobo Moussamalgré la réticence de certains notables songhoi à l’époque et tous leurs alliés de Tombouctou qui voulaient imposer Hammou Maiga beau-père de Balobo Moussa.
Balobo régna vers 1962 à 1970 et fut destitué par le Préfet de Diré de l’époque. Ce dernier nomma comme chef de village Moussa Ousmane Bomokano qui à son tour régna de 1970 à 1986. Il fut à son tour suspendu avec l’UDPM et remplacé par Balobo Moussa. 
À la mort de Balobo Moussa le 10 /10/2005, les notables et conseillers de village ont confié l’intérim à Bouba Hassane Touré dit Mourgouet Akibou Balobo.
Après une voyance conduite par l’Imam (entre Bouba Hassane Touré et Ibrahim Moussa). Ainsi dans la nuit du 29 février au 01 mars 2008, l’imam de Dangha et toutes les autorités religieuses et coutumières ont officiellement intronisé Mr BoubaHassane Touré dit Mourgou comme 17ème chef de village de Dangha ; le 15ème chef des descendants de « Koirakoi » fondateur du village.